# Mycaranthes merguensis
Mycaranthes merguensis är en orkidéart som först beskrevs av John Lindley, och fick sitt nu gällande namn av Stephan Rauschert. Mycaranthes merguensis ingår i släktet Mycaranthes och familjen orkidéer. Inga underarter finns listade i Catalogue of Life.